# Clubiona spiralis
Clubiona spiralis är en spindelart som beskrevs av James Henry Emerton 1909. Clubiona spiralis ingår i släktet Clubiona och familjen säckspindlar. Inga underarter finns listade i Catalogue of Life.